# Smiley (cantante)
Smiley, pseudonimo di Andrei Tiberiu Maria (Pitești, 27 luglio 1983), è un cantautore, produttore discografico, attore e intrattenitore rumeno.
Fu uno dei membri del gruppo musicale Simplu ed ha anche una carriera da solista. Ha vinto nel 2013 l'MTV Europe Music Award al miglior artista rumeno durante gli EMA 2013, tenuti ad Amsterdam. Inoltre faceva parte del progetto musicale Radio Killer, in cui era conosciuto come il Killer N°1. È dal novembre del 2013 ambasciatore dell'UNICEF Romania. Ha presentato la versione rumena di Britain's Got Talent, Românii au talent, ed è dal 2011 giudice del The Voice rumeno, Vocea României. È generalmente considerato uno dei cantanti rumeni con il maggior successo e il maggior numero di brani al primo posto nelle classifiche del proprio paese.

## Biografia
Ha iniziato la sua carriera musicale da giovane. Per tre anni ha fatto parte della band Millennium 3 ed è stato notato da Ioan Gyuri Pascu come una promessa nel mondo della musica. Con la band produsse un singolo album che non ebbe però successo.

### Simplu
Dopo aver tentato di entrare nel gruppo musicale rumeno Akcent, è stato invitato da "CRBL" (Eduard Andreianu) a entrare nella band Simplu. I membri erano "CRBL", Smiley, "Francezu" (Marius Alexe), "Omu' Negru" (Laurenţiu Ionescu) e "Piticu" (Ionuţ Dumitru). Grazie alla sua attitudine da altruista, è stato soprannominato Smiley dalla sua band, un soprannome con cui ha iniziato una grande carriera. Col passare del tempo, è diventato il frontman del gruppo e ha iniziato anche una carriera da solista.
Con la band, Smiley ha fatto 4 album e ha vinto diversi premi. Particolare è la canzone Mr. Originality dal penultimo album della band, Oficial Îmi Merge Bine (2006), in collaborazione con Marius Moga, che ebbe particolare successo locale ed è stata campionata varie volte, in particolare da Connect-R e da Ionuț Cercel nella versione Made in Romania (del 2011) che è diventata un meme virale su internet. Altre canzoni famose sono ad esempio Jumătatea ta, Am bani de dat e Dracula, My Love; brano con cui hanno cercato nel 2007 di partecipare alla Selecția națioanală (la competizione che sceglie il rappresentante del paese all'Eurovision Song Contest), ma furono squalificati perché avevano già rivelato al pubblico la canzone, cosa non ammessa stando al regolamento.

### Radio Killer
Nel 2009 fonda il progetto musicale di dance Radio Killer. Radio Killer è formato da 7 membri: Smiley, Elefunk, Cell Block, Karie, Boogie Man (Don Baxter), Crocodealer (Alex Velea), The Real Killer (Paul Damixie). Il gruppo ha subito avuto successo in Europa con i suoi primi singoli tra cui Voilà, Be Free e Lonely Heart. Quest'ultima canzone infatti è riuscita a piazzarsi al 1º posto delle classifiche del Regno Unito. Il gruppo si è sciolto nel 2015 e riformato dai membri Paul Damixie e Lee Hart (Cătălina Ciobanu).

### Carriera solista
Smiley pubblica il suo primo singolo da solista nel 2008, În lipsa mea, parte dell'album omonimo che gli ha valso una vittoria nei Romanian Music Awards, stessa cosa per il suo secondo album Plec pe Marte, il cui primo singolo estratto Dream Girl ha occupato il 1º posto sulle classifiche per 6 settimane consecutive. Anche il brano Dead Man Walking è stato un successo: il suo video musicale è il primo al mondo ad utilizzare elementi di realtà aumentata e deterrebbe il record come canzone più trasmessa nelle radio del suo paese.
Nel 2013 pubblica la canzone Acasă, dall'album omonimo, che è rimasta in vetta alle classifiche per oltre 3 mesi e con cui ha vinto il premio al miglior artista rumeno agli MTV Eruope Music Awards di quell'anno, verrà anche candidato alle edizioni dei due anni seguenti.
Il periodo più florido per Smiley è quello tra il 2015 e il 2018, dove attraverso il progetto #Smiley10 pubblica un gran numero di successi, come Oarecare, De unde vii la ora asta, Vals e altre per un totale di 20 canzoni alla 1ª posizione complessivamente nel triennio. Particolari anche alcuni collaborazioni con Felicia Dose (Feli), Delia Matache e Guess Who. Intraprende anche il suo primo tour nazionale.
Smiley rimane attivo nel periodo della pandemia producendo singoli benefici dove incoraggiava le persone affette da essa, e piazza nuovi singoli in cima alle classifiche come Cine-i salvează pe eroi? e Ne Vedem Noi.
Nel nuovo decennio viene nominato in varie categorie dei Romanian Music Awards vincendole, come "Best Song", "Best Male", "Best Video" per le canzoni Scumpă Foc e Rita (con Connect-R). Nel 2023 pubblica i singoli Aia e e Oameni (basata sulla canzone Santé di Stromae) che sono un successo sulle piattaforme streaming, inizia anche a pubblicare canzoni in inglese sul piano internazionale. Fonda anche SmileyVerse, una serie di concerti di beneficenza annuali che si tengono il 1º giugno, giornata mondiale dei bambini in Romania, evolutasi in un vero e proprio tour nazionale. Continua a pubblicare canzoni fino al presente, spesso singoli di successo.

## Altre attività

### Cinema e televisione
Smiley ha avuto ruoli secondari e cameo in diversi prodotti cinematografici come Un film simplu (documentario incentrato sui Simplu, 2008) e Nașa (2011). Ha inoltre partecipato come concorrente nello show Dansez pentru tine nel 2006 e 2008 ed è apparso nella teleserie Cu un pas înainte (2007-2008) partecipando in gran parte degli episodi.
Nel 2020 Smiley pubblicò la webserie Mai mult de-o viață, composta da 5 cortometraggi incentrati sui video musicali delle sue canzoni. Due anni dopo partecipa con ruolo principale ai film Legații e Odată pentru totdeauna (regie di Iura Luncașu).
Dal 2011 è co-presentatore e membro della giuria in Românii au talent (la variante rumena di Britain's Got Talent) e Vocea României (The Voice rumeno). Fu anche nella giuria di SuperStar România con altre celebrità nel 2021.
Ha presentato l'evento Be a Disney Channel Star su Disney Channel Romania negli anni 2009-2010. Nel doppiaggio ha prestato alla voce ad alcuni personaggi dai film Cicogne in missione e Smallfoot - Il mio amico delle nevi.

### Produttore
Nel 2009 ha fondato la sua etichetta personale, la HaHaHa Production. Con questa casa discografica ha prodotto i suoi progetti ma anche quelli di altri musicisti come: Cabron, Feli, Puya, Delia Matache, Elena Gheorghe, CRBL, Anda Adam, Mandinga, Loredana, In-Grid e il progetto Radio Killer.
In seguito nel 2022 fondò Romdrops, casa discografica internazionale con agganci in Regno Unito e negli Stati Uniti, gestita dall'azienda Milk&Honey e il cantautore turco Oak Felder, nominato per un Grammy Award nel 2015.

### Impegno civico e intrattenitore
Dal 2013 è l'ambasciatore rumeno di UNICEF. Ha promosso diversi eventi ed iniziative sulla tutela dei bambini come il suo tour SmileyVerse. 
È molto attivo su social come Facebook, Instagram, X, TikTok e in particolare YouTube (account creato nel 2014), dove oltre a pubblicare i video musicali delle sue canzoni pubblica anche documentari sulla musica e video informativi per i suoi fan. Su YouTube ha oltre un milione di iscritti.

## Vita privata
Dal 2017 Smiley è in una relazione con la fotomodella Gina Pistol (famosa per aver partecipato in Asia Express, Chefi la cuțite e MasterChef Romania). Si sono sposati nel 2023 e insieme hanno una figlia, Josephine Ana Maria.

## Discografia

### Album

#### Simplu
- 2002: Oare ştii
- 2004: Zece
- 2006: RMX Simplu
- 2006: Oficial Îmi Merge Bine

Solista
- 2008: În lipsa mea
- 2010: Plec pe Marte
- 2013: Acasă
- 2016: Confesiune

### Raccolte
- Simplu Best of (2006)

### Singoli
Piazzamenti rilevanti in classifica sono mostrati con il relativo paese.
- 2002: "Oare sții" (Simplu)
- 2003: Jumătatea ta" (Simplu)
- 2007: "Mr. Originality" (Simplu)
- 2008: "În lipsa mea" (feat Uzzi)
- 2008: "Am bani de dat" (feat Alex Velea, Don Baxter & Marius Moga)
- 2009: "Designed to Love You"
- 2009: "Voila" (Radio Killer) 1 1 1
- 2010: "Plec pe Marte" (feat. Cheloo) 1
- 2010: "Love is for Free" (feat. Pacha Man) 1
- 2010: "Be Free" (Radio Killer) 1 1
- 2010: "Lonely Heart" (Radio Killer) 1 1 1
- 2011: "Dream Girl" 1
- 2012: "Dead Man Walking" 1 2
- 2013: "Cai verzi pe pereți" (feat. Alex Velea & Don Baxter) 1 2
- 2013: "Acasă" 1
- 2014: "Nemuritori" 3
- 2014: "Cu fuioru'" (feat. Pavel Bartos)
- 2014: "I wish"
- 2015: "Oarecare" 1
- 2015: "Pierdut buletin" (feat DOC & Motzu) 1
- 2016 "Insomnii" 1
- 2016 "Sleepless” 1
- 2016 "Îndrăgostit (deși n-am vrut)” 1
- 2016 "Confesiune" 1
- 2017 "Flori de plastic" 1
- 2017 "De unde vii la ora asta" 1
- 2017 "Domnu' Smiley" 1
- 2017 "Sa-mi fie vara" 1
- 2017 "RARA" (feat. Juno) 1
- 2017 "O alta EA" 1
- 2017 "Vals" 1
- 2018 "Aprinde Scânteia" (feat. Dorian) 1
- 2019 "Jumătate" (feat. Sore)
- 2020: "Va fi bine!"
- 2020: "Ne Vedem Noi" (feat Delia)
- 2022: "Scumpă Foc" (feat. JUNO) 1
- 2023: "Aia e" 3
- 2023: "Oameni" 1
- 2024: "Wrinkle in Time"
- 2024: "Culoarea ta" 2

## Premi e nomination

### Con i Simplu
- Disco d'oro per Oare știi (2002)
- Disco d'oro per Zece (2004)
- Disco d'oro per RMX Simplu (2006)
- Disco d'oro per Oficial Îmi Merge Bine (2006)
- "Miglior coreografia" agli MTV Europe Music Awards 2003
- "Miglior spettacolo" ai Romanian Music Awards 2008

### Con i Radio Killer
- "Miglior cantante emergente" ai Romanian Music Awards 2010

### Solista
- Disco d'oro per În lipsa mea (2008)
- "Miglior album", "miglior canzone" e "miglior album solista" ai Romanian Music Awards 2008
- "Miglior album Pop Dance" ai Romanian Music Awards 2010
- "Miglior produttore" e "miglior sito web" ai Romanian Music Awards 2012
- "Miglior artista rumeno" agli MTV Eruope Music Awards 2013
- "Canzone dell'anno" per Scumpă Foc (2022)
- "Miglior video musicale" ai Romanian Music Awards 2022